# DM008SH
DM008SHはシャープが製造し、ディズニー・モバイルが販売する携帯電話端末である。

## 概要
ディズニー・モバイルが発売した8号機端末。世界対応ケータイ対応機種としては初の3Gのみの対応となっている。また、ベースモデルもソフトバンクモバイルの新型番形式の端末となってからの端末を初めて採用した端末でもある。
ちなみに、本端末はディズニー・モバイル向けとして初めて卓上ホルダの設定の無い端末となっている。

## 主な機能・サービス
- Bluetooth対応

| 主な対応サービス         | 主な対応サービス       | 主な対応サービス       | 主な対応サービス |
| ------------------------ | ---------------------- | ---------------------- | ---------------- |
| S!一斉トーク             | S!ともだち状況         | Yahoo!mocoa            |                  |
| S!ループ                 | S!タウン               | S!速報ニュース         |                  |
| PCサイトブラウザ         | 電子コミック           | S!アプリ               |                  |
| 着うたフル／着うた       | デコレメール           | S!電話帳バックアップ   |                  |
| S!FeliCa                 | S!ミュージックコネクト | S!GPSナビ              |                  |
| コンテンツおすすめメール | TVコール               | 国際ローミング(3Gのみ) |                  |
| ワンセグ                 | 3G ハイスピード        | S!おなじみ操作         |                  |